# Николайчук, Николай Алексеевич
Никола́й Алексе́евич Николайчу́к (род. 18 марта 1960 года, пос. Кукан, Хабаровский район, Хабаровский край) — глава администрации Томска с 27 июня 2007 года по 22 июля 2013 года; председатель Думы города Томска с декабря 2002 до июня 2007 года. Главный инженер Томской ТЭЦ-3 с 1999 по 2002 год.

## Биография
Родился в семье репрессированных и сосланных в Сибирь выходцев с Западной Украины.
Николай Николайчук в 1978 году поступил в Павлодарский индустриальный институт, который окончил в 1983 году, получив специальность инженера-электрика тепловых электростанций. После окончания института работал энергетиком на Павлодарском комбинате железобетонных изделий № 2. В 1984 году пришёл на Павлодарскую ТЭЦ-3, где работал старшим дежурным электромонтёром, начальником цеха, а потом начальником смены станции.
В 1988 году приехал в Томск на строительство ТЭЦ-3, на которой проработал до 2002 года, дойдя до должности главного инженера. В апреле 2001 года избран депутатом Томской городской думы от Лесного избирательного округа № 9.
С декабря 2002 года по июнь 2007 года — председатель Думы города Томска, переизбирался на этот пост в октябре 2005 года.
С марта 2006 года по октябрь 2007 — председатель правления секции по местному самоуправлению Ассоциации сибирских и дальневосточных городов, член совета ассоциации с мая 2007 по май 2009. В июне 2008 года избран вице-президентом АСДГ. Член партии Единая Россия.
C июня 2006 г. по февраль 2011 г. — председатель Томского регионального отделения Общероссийской организации «Всероссийский Совет местного самоуправления».
26 июня 2007 года по представлению исполнявшего обязанности мэра Игоря Шатурного (2006—2007) Николайчук утверждён городской думой первым заместителем мэра г. Томска и в соответствии со ст. 34 Устава города Томска на следующий день приступил к исполнению обязанностей мэра. Инициатором этой кадровой перестановки был тогдашний губернатор Томской области Виктор Кресс, назначивший Шатурного своим заместителем по строительству, ЖКХ, дорожному комплексу, ГО И ЧС. 28 августа 2007 года городская дума освободила Николайчука от обязанностей своего председателя и полномочий депутата с 27 июня по его заявлению.
15 ноября 2011 года Думой г. Томска избран на должность главы администрации (сити-менеджера).
22 июля 2013 года на внеочередном собрании городской думы Николай Николайчук заявил о своей отставке.
С февраля 2024 года — директор благотворительного фонда Надежды Бабкиной «Народная певческая культура». 
Состоит в браке с Татьяной Сергеевной Николайчук и имеет троих детей: дочь Оксана (1981 г.р.) — муниципальный служащий, сын Станислав (1986 г.р.), дочь Марина (1988 г.р.) — в 2010 году окончила факультет психологии ТГУ. До 2011 года младшая дочь обучалась в одном из элитных колледжей Великобритании — «Kaplan International Colleges», живёт в Краснодаре. 

### Награды и звания
- Ведомственные награды и почетные грамоты от РАО «ЕЭС России», Министерства топлива и энергетики РФ, ОАО «Томскэнерго»[2][3]
- Действительный член-академик Муниципальной академии России (2003)[2][3]
- Медаль «400 лет г. Томску» (2004)[3]
- Лауреат Всероссийского конкурса «Лучший муниципальный служащий» (2004)[2][3]
- Почетная грамота администрации Томской области за многолетнюю плодотворную деятельность и большой вклад в развитие местного самоуправления в Томской области (2013)[22]

### На посту главы Томска

#### Деятельность
В период управления городом Н. Николайчуком были начаты многие крупные строительные проекты. В частности — строительство дорог и автомобильных развязок, начавшиеся на средства, предоставленные Москвой в качестве целевого финансирования. Были начаты многочисленные социальные проекты. Реализация всех их шла не безукоризненно, Н.Николайчука критиковали как общественники, так и областная власть. Особенно «не сложились» отношения у Н. Николайчука с новым назначенным в Томск губернатором. По его словам, поводом к уходу с должности стало напряжение между городской и областной властью. Губернатор Томской области Сергей Жвачкин назвал отставку Николайчука «мужским поступком», которая стала реакцией на его критику и на критику горожан, и наградил его почётной грамотой администрации Томской области за большой вклад в развитие местного самоуправления. Городскую администрацию временно возглавил первый заместитель главы администрации — начальник городского департамента строительства и архитектуры Евгений Паршуто. 
В декабре 2013 года бывший губернатор Томской области, член Совета Федерации Виктор Кресс в эфире местной томской телекомпании ТВ2 заявил, что помогает Николаю Николайчуку трудоустроиться в Москве, и тот уже имеет несколько предложений. Также Кресс сообщил, что Николайчук перед тем, как уйти в отставку, советовался с ним, и Кресс предлагал ему разные варианты выстраивания отношений с новым губернатором Сергеем Жвачкиным.
Принятие нового Генерального плана Томска и Правил землепользования и застройки
— 27 ноября 2007 года депутаты на 26 Собрании Думы города Томска утвердили два стратегических документа: Генеральный план Томска и Правила землепользования и застройки.
Принятие охранных зон объектов культурного наследия
— В рамках программы сохранения деревянной архитектуры, по заказу администрации Томска институтом «Сибспецпроектреставрация», разработан проект охранных зон, в который внесены не только памятники истории и архитектуры, но и вся фоновая застройка. Проект защитит деревянные дома, которые не имеют культурной ценности, но создают исторический фон — их никто не снесёт, чтобы не нарушить архитектурный ансамбль. В 2011 году на работу в администрацию города приглашён известный в Томске защитник деревянной архитектуры Никита Кирсанов.
Строительство транспортной развязки Клюева — Осенняя — Балтийская
— Первый фрагмент магистрали длиной в 3 км открылась в Томске в сентябре 2009 года. Это дорога, которая связала разные части Томска: Иркутский тракт и Южную, строилась с участием городского, областного и федеральных бюджетов. В сентябре 2010 года была открыта непосредственно сама развязка. Дорога строилась в течение трёх лет, и обошлась почти в 3,5 млрд рублей. Новая магистраль позволила на 40 % сократить нагрузку на проспект Фрунзе, на 30 % — на Иркутский тракт и Пушкина, и почти на 20 % — на проспекты Ленина, Комсомольский и улицу Красноармейская.
Строительство Пушкинской транспортной развязки
В 2011-2012 годах в Томске строится транспортная развязка на одном из самых напряжённых участков — ул. Пушкина, и Комсомольского проспекта, где в 2000-х годах постоянно возникали катастрофические проблемы с пробками.
Развязка типа «клеверный лист» связала две площадки особой экономической зоны. Строительство обошлось более чем в 3 млрд. рублей (150,3 млн рублей за счёт собственных средств региона, софинансирование из федерального бюджета в размере 2 856,3 млн рублей).
Программа возрождения муниципального общественного транспорта в Томске
В её рамках в конце 2008 года было приобретено 10 новых трамваев и 15 троллейбусов. Осенью 2009 года впервые за последние 16 лет в Томске был построен новый участок контактной сети для троллейбусов, в этом же году были получены 14 новых ЛиАЗов. В 2009-2010 годах в Томск были поставлены 48 низкопольных троллейбусов БКМ-321. За 2 года было обновлено две трети троллейбусного парка.

#### Критика
- В сентябре 2007 года депутат городской думы Василий Ерёмин обратился в Следственный комитет при Генпрокуратуре России с просьбой о возбуждении уголовного дела против Николайчука по факту фальсификации документов[38]. По мнению Ерёмина, в 2003 году в документах был неправильно рассчитан рабочий стаж тогдашнего спикера. Ранее, в 2004 году, по аналогичным обвинениям во всех инстанциях, вплоть до Генеральной прокуратуры РФ, возбуждать уголовное дело отказались[39].
- В мае 2011 года, на основании постановления и. о. мэра Томска Николайчука от 29 июня 2007 года № 391[40], было снесено здание аптекарского магазина на Набережной реки Ушайки 12[41], которое являлось памятником регионального значения[42] и находилось в федеральной собственности[43][44].

- 30 мая 2013 губернатор Сергей Жвачкин, отчитываясь перед депутатами на собрании Думы Томской области, раскритиковал работу городской администрации, возглавляемой Николайчуком[17]. По его словам, никакой критики не выдерживает состояние улично-дорожной сети, ливневой канализации, качество ремонта городских дорог, а также остановился на других проблемах городского хозяйства. «Возможно, для руководства города всё это звучит не так завлекательно, как проект „Томск 3.0“, скоростной трамвай или наполеоновские планы по освоению Левобережья, но это именно те проблемы благоустройства, которые волнуют томичей и которые на сегодняшний день не решаются», — отметил губернатор[45]. Менее чем через 2 месяца после критики Николайчук ушёл в отставку.

### Работа в Севастополе
В июле 2014 года появилась информация, что Николайчук работает в Агентстве стратегического развития Севастополя. Он занимает внештатную должность советника его главы Алексея Чалого. По некоторым данным, бывший томский чиновник курировал связи с Украиной. Сам Николайчук отказался подтверждать или опровергать эту информацию, сославшись на занятость и отметив, что он теперь – непубличный человек. В октябре 2014 года Севастопольское агентство новостей сообщило, что Николайчук являлся автором скандального предвыборного лозунга «Русская весна… что дальше?» и инициатором раскручивания предвыборной кампании команды Алексея Чалого на жёстком противостоянии и критике Губернатора Севастополя Сергея Меняйло.

### Уголовное дело
1 октября 2014 года крымские СМИ сообщили о задержании Николая Николайчука по обвинению в превышении должностных полномочий (часть 2 статьи 286 УК РФ) и о доставлении его в Томск. 3 октября бывшего чиновника доставили в Ленинский районный суд Томска. Уголовное дело в отношении бывшего сити-менеджера было возбуждено ещё 26 сентября. По версии следствия, Николай Николайчук в 2011—2012 годах в интересах компании «Томскдорстрой» принял решение о ремонте улицы Московский тракт в Томске. С мая 2011 года по апрель 2012 года он, зная об отсутствии бюджетных денег, дал указание организовать подписание документов о приемке работы, чтобы компания могла обратиться в арбитражный суд для получения средств из бюджета Томска. «Томскдорстрой» обратился в суд, в пользу компании с бюджета Томска было взыскано около 36 млн рублей. Николайчук заявил, что не признает свою вину и он был освобождён из-под стражи в связи с истечением 48-часового срока задержания. Суд принял решение поместить бывшего руководителя города под домашний арест.
22 апреля 2015 года уголовное дело против Николайчука направлено в суд.
24 декабря 2015 года Советский районный суд Томска приговорил бывшего главу администрации Николая Николайчука к 4 годам условно. Кроме того, бывший сити-менеджер обязан выплатить 4,7 млн. рублей в казну города в счет возмещения ущерба. Ранее гособвинение переквалифицировало уголовное дело в отношении Николайчука на статью «Халатность», однако в ходе судебных прений в ноябре вновь вернулось к квалификации обвинения по более тяжелой статье — «Превышение должностных полномочий». Приговор в законную силу вступил.